# Дарахов
Дарахов (укр. Дарахів) — село в Микулинецкой поселковой общине Тернопольском районе Тернопольской области Украины.
До 2020 года входило в Теребовлянский район.
Население по переписи 2001 года составляло 2118 человек. Занимает площадь 60,416 км². Почтовый индекс — 48146.